# Vlad Alexandrescu
Vlad Alexandrescu (n. 22 iunie 1965, București, România) este un filolog, istoric al ideilor, profesor și politician român, fost ambasador al României în Luxemburg, și ministru al Culturii în guvernul Dacian Cioloș în perioada 2015–2016. La alegerile din 2016 a obținut un mandat de senator de București din partea USR. A candidat din partea partidului Drept la alegerile parlamentare din 2024, deschizand lista pentru Senat la București.

## Formarea
S-a născut ca fiu al arheologului Petre Alexandrescu și al Mariei Alexandrescu Vianu, istoric al artei antice. După o licență în franceză și germană la Facultatea de Limbi și Literaturi Străine a Universității din București (1989), a urmat studii aprofundate la École des Hautes Études en Sciences Sociales, Paris, unde a obținut o diplomă de master (1991) și un doctorat în Filosofie (1995) cu mențiunea „Summa cum laude”. La 10 ianuarie 2014, și-a susținut public, la Universitatea "Alexandru Ioan Cuza" din Iași, teza de abilitare .

## Activitatea
Angajat prin concurs (1991) la Catedra de Franceză a Facultății de Limbi și Literaturi Străine a Universității din București, a parcurs gradele didactice până la cel de profesor (2015). În paralel, în cadrul Universității din București, a fondat Centrul de cercetare „Fundamentele Modernității Europene” Arhivat în 4 noiembrie 2006, la Wayback Machine., al cărui director a și fost, proiect interdisciplinar vizând crearea unei ambianțe intelectuale pentru studiul culturii, ideilor, științei, societății și spiritualității europene a modernității (sec. XVI-XVIII).
A efectuat câteva stagii de cercetare în țară și străinătate: "New Europe College" din București (1995-1996; 1998 - 2001), "The Warburg Institute" din Londra (octombrie 2000 – mai 2001). A fost profesor invitat la "École des Hautes Études en Sciences sociales" din Paris (februarie – iunie 1997).
Membru al "New Europe College", București; "Asociația Română a Cercetătorilor Francofoni în Științe Umane" (ARCHES); "Société d'étude du dix-septième siècle", Paris; "Centro Interdipartimentale di Studi su Descartes e il Seicento dell’Università del Salento", Lecce; "The Warburg Institute", Londra.
Membru al "Grupului pentru Dialog Social", București.
Din martie 2006 până în august 2011, a fost Ambasadorul extraordinar și plenipotențiar al României în Marele Ducat de Luxemburg.

## Activitate politică
La 11 decembrie 2016 a devenit senator de București pe listele Uniunii Salvați România (USR). Din data de 22 decembrie 2016 activează în comisia pentru Cultură și Media și în comisia pentru Învățământ, Știință, Tineret și Sport din Senatul României. Din data de 1 martie 2017 este secretar al "Comisia permanentă comună a Camerei Deputaților și Senatului pentru relația cu UNESCO". Aparține de grupurile de prietenie parlamentare cu următoarele țări: Franța (secretar), Luxemburg (membru) și Israel (membru).
În data de 2 februarie 2017, împreună cu ceilalți parlamentari USR, a protestat împotriva măsurilor luate de guvernul Grindeanu în fața grupului parlamentar al PSD din Camera Deputaților în timpul ședinței comitetului executiv al social democraților în care s-a discutat despre ordonanța de urgență pentru modificarea și completarea Legii nr. 286/2009 privind codul penal și a legii nr. 135/2010 privind codul de procedură penală.
La congresul național al USR de la Cluj din data de 12–14 mai 2017, Vlad Alexandrescu a fost ales vicepreședinte în biroul național al partidului, funcție pe care a deținut-o până la Congresul național al USR de la Timișoara, la 14 septembrie 2019. Programul politic cu care a câștigat este intitulat "USR Viu". În perioada 2017-2019, Vlad Alexandrescu a coordonat o echipă de membri USR, oferind partidului platforma lui doctrinară, intitulată "Carta Valorilor Arhivat în 15 decembrie 2019, la Wayback Machine.", care a fost adoptată de Comitetul Politic al USR la 30 noiembrie 2019.

## Publicații

### Volume
- Le paradoxe chez Blaise Pascal, Berne, Peter Lang, 1996, ISBN 978-390675472-7[nefuncțională]
;
- Pragmatique et Théorie de l'énonciation. Choix de textes, Editura Universității din București, 2001, ISBN 9735755238 ;
- Vlad Alexandrescu (ed.), Branching Off: The Early Moderns in Quest for the Unity of Knowledge, Bucharest, Zeta Books, 2009,  ISBN 978-973-1997-42-1 Arhivat în 9 februarie 2010, la Wayback Machine.;
- Croisées de la Modernité. Hypostases de l’esprit et de l’individu au XVIIe siècle, Bucarest, Zeta Books, ISBN 978-606-8266-20-6 Arhivat în 13 iulie 2012, la Wayback Machine..
- Copiii lui Irod. Raport moral asupra copiilor lăsați în grija statului, București, Editura Humanitas, 2019, ISBN: 978-973-50-6399-3

### Volume co-editate
- Dolores Toma, Anca-Maria Christodorescu, Vlad Alexandrescu (eds.), Autour de Descartes, București, Crater, 1998, ISBN 9739029523;
- Vlad Alexandrescu, Dana Jalobeanu (eds.), Esprits modernes. Etudes sur les modeles de pensée alternatifs aux XVIIe-XVIIIe siècles, Editura Universității din București, „Vasile Goldiș" University Press, București, Arad, 2003, ISBN 9735757915.
- Vlad Alexandrescu, Robert Theis (eds.), Nature et Surnaturel. Philosophies de la nature et métaphysique aux XVIe-XVIIIe siècles, Georg Olms Verlag, Hildesheim, Zürich, New York, 2010, ISBN 9783487143842 Arhivat în 3 decembrie 2013, la Wayback Machine..

### Studii și articole
A publicat numeroase studii și articole în periodice și volume de specialitate, dintre care:
- „De la question de l’union de l’âme et du corps en général”, in Vlad Alexandrescu, Dana Jalobeanu (eds.), Esprits modernes. Etudes sur les modèles de pensée alternatifs aux XVIIe-XVIIIe siècles, Editura Universității din București, „Vasile Goldiș” University Press, Bucarest, Arad, 2003, p. 95-116;
- „Un manuscrit inédit et inconnu de Démètre Cantemir”, in ARCHAEVS. Etudes d’histoire des religions, VII (2003), fasc. 3-4, p. 245-269;
- „J.L. Austin, filosof al limbajului”, în J.L. Austin, Cum să faci lucruri cu vorbe, traducere de Sorana Corneanu, prefață de Vlad Alexandrescu, București, Editura Paralela 45, colecția „Studii”, 2003, p. 5-18;
- „Y a-t-il un principe d’individuation des corps physiques chez Descartes ?”, in ARCHES. Revue Internationale des Sciences Humaines, n° 5, 2003, p. 67-80.
- „Pour une problématique du miracle au XVIIe siècle”, in ARCHES. Revue Internationale des Sciences Humaines, tome 7, 2004, p. 25-33;
- „Descartes and Pascal on the Eucharist”, in Perspectives on Science, vol. 15, nr. 4, Winter 2007, Massachusetts Institute of Technology, Cambridge, Mass., p. 434-449.
- „La Théologo-physique de Démètre Cantemir”, in Annuario dell’Istituto Romeno di Cultura e Ricerca Umanistica di Venezia, IX, 2007, Editura Academiei, București, p. 273-281.
- „Définition de la pensée et vie universelle chez le Prince Démètre Cantemir”, in Mihail Neamțu and Bogdan Tătaru-Cazaban (eds.), Memory, Humanity and Meaning. Selected Essays in Honor of Andrei Pleșu’s Sixtieth Anniversary, Bucharest, Zeta Books, 2009, p. 251-262.
- „Autour de la Carte de la Moldavie par Démètre Cantemir”, Revue des Etudes Sud-Est Européennes, 2011, tome XLIX, nOS 1-4, ISSN 0035-2063, p. 139-188.
- „Post-Cartesian atomism: the case of François Bernier”, in Dana Jalobeanu and Peter R. Anstey (eds.), Vanishing Matter and the Laws of Motion. Descartes and Beyond, New York, London, Routledge, 2011, p. 49-60.
- „What Someone May Have Whispered in Elisabeth’s Ear”, in Daniel Garber, Steven Nadler (eds.), Oxford Studies in Early Modern Philosophy, volume VI, Oxford, Oxford University Press, 2012, p. 1-27, ISBN 9780199659593
- „Regius and Gassendi on the Human Soul”, in Intellectual History Review, 23, 4, 2013, p. 433-452.
- „Descartes et le rêve (baconien) de « la plus haute et plus parfaite science »”, Studia Universitatis Babes-Bolyai. Philosophia, Vol. 58 (2013), No. 3, p. 11-35.
- „Sur les lettres CDLXXVI ter et quater d'AT (Clerselier, T. II, XXIII et XXIV)” (cu Grigore Vida), in Bulletin cartésien XLIV, Archives de Philosophie, 78/2015, p. 174-182.
- „Pour une lecture aréopagitique des Pensées”, in Hélène Michon et Tamás Pavlovits (ed.), La sagesse de l’amour chez Pascal, Paris, L’Harmattan, 2016, p. 135-150.
- “Dinu Lipatti in the Archives of the Romanian Communist Secret Police”, Musicology Today: Journal of the National University of Music, Bucharest, Volume 8 / Issue 2 (30) / April-June 2017, p. 89-99, ISSN 1734-1663.
- „Time in Dimitrie Cantemir’s Sacro-sanctae Scientiae Indepingibilis Imago (1700)”, Transylvanian Review, XXXII, 3 (autumn), 2023, p. 3-35.
- „Les deux manuscrits de L’Art de persuader de Pascal”, Journal of Early Modern Studies, 13, 1, 2024, ISSN: 2285-6382.
- „Raison et intellect dans Sacro-sanctae scientiae indepingibilis imago de Dimitrie Cantemir”, Revue Roumaine de Philosophie, 68, 1, 2024, p. 195-211, ISSN 1220-5400.

### Activitate editorială
- ARCHES. Revue Internationale des Sciences Humaines, tome 5, 2003, Modèles concurents de l’individu dans la pensée moderne (articole strânse și editate), ISSN 15828891;
- ARCHES. Revue Internationale des Sciences Humaines, tome 7, 2004, Sauver les miracles. Etudes sur la pensée de l’exception (articole strânse și editate), ISSN 15828891.
- Tudor Vianu, Opere, vol 14, Corespondență, (ediție și note), București, Editura Minerva, 1991, ISBN 9732101563;
- Scrisori către Tudor Vianu, vol. I (ediție de Maria Alexandrescu Vianu și Vlad Alexandrescu, note de Vlad Alexandrescu), București, Editura Minerva, 1992, ISBN 9732102365;
- Scrisori către Tudor Vianu, vol. II, (ediție de Maria Alexandrescu Vianu și Vlad Alexandrescu, note de Vlad Alexandrescu), 1936-1949, București, Editura Minerva, 1992, ISBN 9732103795;
- Scrisori către Tudor Vianu, vol. III (ediție de Maria Alexandrescu Vianu și Vlad Alexandrescu), 1950-1964, București, Editura Minerva, 1995, ISBN 9312105534;
- Tudor Vianu, Filosofia culturii și Teoria valorilor, București, Editura Nemira, col. „Cărți fundamentale ale culturii române”, 1998, ISBN 9735692764;
- Tudor Vianu, Studii de literatură română, București, Editura Fundației Pro, 2003, ISBN 9738434068.
- André Scrima, „La Phénoménologie du miracle”, édition du texte, notes et version française par Vlad Alexandrescu, in « Res », 44, autumn 2003, Harvard University, Cambridge, Mass., p. 159-170.
- Daniela Pălășan, L’ennui chez Pascal et l’acédie, édition et préface par Vlad Alexandrescu, postface par Anca Vasiliu, Cluj, Eikon, 2005, ISBN 978-973902978-6;
- André Scrima, Antropologia apofatică, ediție, introducere și note de Vlad Alexandrescu, București, Humanitas, 2005, ISBN 973-50-1131-X;
- André Scrima, Ortodoxia și încercarea comunismului, ediție, introducere și note de Vlad Alexandrescu, București, Humanitas, 2008, ISBN 978-973-50-1815-3;
- Dimitrie Cantemir, L'immagine irrafigurabile della Scienza Sacro-Santa, a cura di Vlad Alexandrescu, traduzione di Igor Agostini e Vlad Alexandrescu, introduzione e note di Vlad Alexandrescu, edizione critica del testo latino di Dan Slușanschi e Liviu Stroia, Firenze, Mondadori Education, 2012, ISBN 9788800743938 Arhivat în 24 septembrie 2012, la Wayback Machine.;
- Journal of Early Modern Studies, Volume 1, Issue 1 (Fall 2012), Special Issue: Shaping the Republic of Letters: Communication, Correspondence and Networks in Early Modern Europe, ISSN 2285-6382, ISBN 978-606-8266-35-0 Arhivat în 2 septembrie 2013, la Wayback Machine.;
- Studia Universitatis Babes-Bolyai. Philosophia, Vol. 58 (2013), No. 3, “Descartes’ Scientific and Philosophical Disputes with his Contemporaries”, ISSN: 1221-8138;
- Journal of Early Modern Studies, Volume 3, Issue 2 (Fall 2014), General Issue, ISSN 2285-6382, ISBN: 9786068266886 Arhivat în 26 decembrie 2016, la Wayback Machine.;
- Journal of Early Modern Studies, Volume 5, Issue 1 (Spring 2016), General Issue (editat în colaborare cu Tinca Prunea), ISSN: 2285-6382, ISBN: 9786066970280 Arhivat în 26 decembrie 2016, la Wayback Machine.;
- Démètre Cantemir, L'Image infigurable de la science sacro-sainte, ouvrage publié sous la direction de Vlad Alexandrescu, édition critique de Dan Slușanschi et Liviu Stroia, traduction, introduction, glossaire, notes, index et bibliographie de Vlad Alexandrescu, Paris, Honoré Champion, 2016, ISBN 9782745329578.
- Irina Bădescu, Fragil, cuvântul întrupat. Studii de istorie intelectuală și istorie culturală, volum îngrijit de Vlad Alexandrescu, text stabilit de Vlad Alexandrescu și Adina Ruiu, studiu introductiv, notă asupra ediției, note și bibliografie de Vlad Alexandrescu, București, Editura Spandugino, 2021, ISBN 978-606-8944-53-1, 1136 p.
- Journal of Early Modern Studies, Volume 12, Issue 2 (Fall 2023), Caravaggio, Journal edited by the Research Centre “Foundations of Modern Thought”, University of Bucharest (editare de număr de revistă, în sistem “double blind peer review”), ISSN: 2285-6382, ISBN: 978-606-697-028-0 [coordonat cu Olivier Dubouclez]
- Journal of Early Modern Studies, Volume 13, Issue 1 (Spring 2023), Pascal, Journal edited by the Research Centre “Foundations of Modern Thought”, University of Bucharest, (editare de număr de revistă, în sistem “double blind peer review”), ISSN: 2285-6382 [coordonat cu Thomas Bellon]
- Dimitrie Cantemir, Imaginea de nezugrăvit a științei sacrosancte, ediție critică, traducere, introducere, ghid de lectură și note de Vlad Alexandrescu, text latin stabilit, cu aparat critic, de Dan Slușanschi și Liviu Stroia, București, Editura Polirom, 2023, ISBN 978-973-46-9704-5 [ediție critică filologică]: Premiul Special al Uniunii Scriitorilor din România, 2024, și Premiul „Petru Creția” al Muzeului Național al Literaturii Române, 2024.
- Petre Alexandrescu, Corespondență, vol. I (1955-1978), ediție critică îngrijită de Vlad Alexandrescu și Liviu Iancu, introducere de Iulian Bîrzescu, Cluj, Editura Mega, 2023, 608 pag.
- Petre Alexandrescu, Corespondență, vol. II (1979-1990), ediție critică îngrijită de Vlad Alexandrescu și Liviu Iancu, introducere de Maria Alexandrescu Vianu, Cluj, Editura Mega, 2023, 1076 pag.
- Tudor Vianu, Literatura universală în amfiteatru. Cursuri, conferințe, documente de catedră, ediție critică de Vlad Alexandrescu și Ruxandra Câmpeanu, studiu introductiv de Ruxandra Câmpeanu, București, Editura Muzeului Literaturii Române, 2025, 635 pag.

### Traduceri
- Basil Munteanu, Panorama literaturii române contemporane, traducere de Vlad Alexandrescu, ediție îngrijită de Eugen Lozovan și Ruxandra D. Shelden, Cleveland și București, R.D. Shelden Enterprises, Inc. și Editura Crater, 1996, ISBN 978-973902921-1;
- Principesa de Montpensier, Don Carlos și alte nuvele franceze din secolul al XVII-lea, antologie și prezentări de Dolores Toma, în românește de Vlad Alexandrescu și Dolores Toma, București, Editura Minerva, BPT, 2 vol., 2003, ISBN 9732107367, ISBN 9732107480 și ISBN 973210760X;
- Dimitrie Cantemir, L'immagine irrafigurabile della Scienza Sacro-Santa, a cura di Vlad Alexandrescu, traduzione di Igor Agostini e Vlad Alexandrescu, introduzione e note di Vlad Alexandrescu, edizione critica del testo latino di Dan Slușanschi e Liviu Stroia, Firenze, Mondadori Education, 2012, ISBN 9788800743938;
- René Descartes, Corespondența completă, volumul I (1607-1638), ediție îngrijită de Vlad Alexandrescu, introducere de Vlad Alexandrescu, traducere din franceză, latină și neerlandeză de Vlad Alexandrescu, Robert Arnăutu, Robert Lazu, Călin Cristian Pop, Mihai-Dragoș Vadana, Grigore Vida, note, cronologie, note complementare, bibliografie și indici de Vlad Alexandrescu, Robert Arnăutu, Călin Cristian Pop, Mihai-Dragoș Vadana, Grigore Vida, Iași, București, Editura Polirom, 2014, ISBN 9789734642458;
- René Descartes, Corespondența completă, volumul II (1639-1644), ediție îngrijită de Vlad Alexandrescu, traducere din franceză, latină și neerlandeză de Vlad Alexandrescu, Robert Arnăutu, Călin Cristian Pop, Mihai-Dragoș Vadana, Grigore Vida, note, cronologie, note complementare, bibliografie și indici de Vlad Alexandrescu, Robert Arnăutu, Călin Cristian Pop, Grigore Vida, Iași, București, Editura Polirom, 2015, ISBN: 9789734651252;
- Démètre Cantemir, L'Image infigurable de la science sacro-sainte, ouvrage publié sous la direction de Vlad Alexandrescu, édition critique de Dan Slușanschi et Liviu Stroia, traduction, introduction, glossaire, notes, index et bibliographie de Vlad Alexandrescu, Paris, Honoré Champion, 2016, ISBN 9782745329578.
- René Descartes, Corespondența completă, volumul III (1645-1650), ediție îngrijită de Vlad Alexandrescu, traducere din franceză, latină și neerlandeză de Vlad Alexandrescu, Robert Arnăutu, Călin Cristian Pop, Grigore Vida, note, cronologie, notițe biografice, bibliografie și indici de Vlad Alexandrescu, Robert Arnăutu, Călin Cristian Pop, Grigore Vida, note complementare de Vlad Alexandrescu, Robert Arnăutu, Ovidiu Babeș, Florin Crâșmăreanu, Călin Cristian Pop, Iași, București, Editura Polirom, 2021, 1048 p. ISBN 978-973-46-8595-0.
- Dimitrie Cantemir, Imaginea de nezugrăvit a științei sacrosancte, ediție critică, traducere, introducere, ghid de lectură și note de Vlad Alexandrescu, text latin stabilit, cu aparat critic, de Dan Slușanschi și Liviu Stroia, București, Editura Polirom, 2023, ISBN 978-973-46-9704-5 [ediție critică filologică]: Premiul Special al Uniunii Scriitorilor din România, 2024, și Premiul „Petru Creția” al Muzeului Național al Literaturii Române, 2024.

## Recenzii și cronici în reviste internaționale
- Le paradoxe chez Blaise Pascal, Peter Lang, Berne, 1996 : 
  - Revue XVIIe siècle, Paris, an. L, nr. 201, n° 4, 1998, p. 744-745 (Gilles Siouffi);
  - Dialogo Filosófico, Madrid, nr. 43, Enero/Abril, 1999 (nesemnată);
  - Choisir, Centre national de documentation pédagogique, Paris, nr. 35, Juin 1998, supplément, p. 10 (Hélène Bouchilloux);
  - Bulletin cartésien, XXVIII, in «Archives de philosophie», Paris, tome 63, cahier 1, Janvier-Mars 2000, sub 3.1, p. 48 (Vincent Carraud);
  - Zeitschrift für französische Sprache und Literatur, Stuttgart, CX, 1, 2000 (Ekkehard Eggs).

- Esprits modernes. Études sur les modèles de pensée alternatifs aux XVIIe-XVIIIe siècles, Editura Universității din București, „Vasile Goldiș” University Press, București, Arad, 2003 :
  - Bulletin cartésien, XXXV, in «Archives de philosophie», Paris, tome 70, cahier 1, Janvier-Mars 2007, sub 3.2.1 (Fabien Chareix);

- Nicolas le Spathaire, Enchiridion
  - Luxemburger Wort, Luxemburg, 4 martie 2011, p. 14: Première traduction française d'un ouvrage majeur «Enchiridion sive Stella Orientalis Occidentali splendens» (Raymond Baustert).

- Vlad Alexandrescu (ed.), Branching Off: The Early Moderns in Quest for the Unity of Knowledge, Bucharest, Zeta Books, 2009:
  - Philosophy in Review, University of Victoria (Canada), vol. XXXI (2011), nr. 3, p. 164-167 (Andreea Mihali)
  - Bulletin cartésien, XL, in «Archives de philosophie», cahier 1, tome 74, Printemps 2011, p. 203-207 (Philippe Boulier)
  - British Journal for the History of Philosophy, vol. 19, issue 4, p. 819-822 (Peter R. Anstey)
  - Isis (The History of Science Society, Chicago), Vol. 102, No. 3, September 2011, p. 562-563 (Jane Jenkins).
  - Quaestio (Brepols), Volume 11, 2011, p. 487-493: Le “diramazioni” del pensiero moderno (Emanuela Orlando)

- Vlad Alexandrescu et Robert Theis (éds.), Nature et Surnaturel. Philosophies de la nature et métaphysique aux XVIe-XVIIIe siècles, Georg Olms Verlag, Hildesheim, Zürich, New York, 2010.
  - Early Science and Medicine, vol. 16 (2011), p. 372-374 (Davide Cellamare)
  - Studium: Revue d'Histoire des Sciences et des Universités (Belgian-Dutch Society for the History of Science and Universities, The Hague), vol. 4, nr. 1 (2011), p. 48-49 (Delphine Bellis)

- Croisées de la Modernité, Zeta Books, Bucuresti, 2012 : 
  - Lo Sguardo - Rivista di Filosofia, nr. 10, 2012 (3) (Stella Carella).
  - Revue des Études Sud-Est Européennes, LI (2013), 1–4, p. 449-450  (Andrei Pippidi).
  - Studia Universitatis Babes-Bolyai. Philosophia, Vol. 58 (2013), No. 3, p. 241-244 (Horia Lazăr).

## Distincții obținute

### Premii
- Premiul „Pierre-Georges Castex” decernat de Académie des Sciences Morales et Politiques, Paris Arhivat în 17 decembrie 2013, la Wayback Machine. (2013).
- Premiul „Nicolae Bălcescu” decernat de Academia Română, București (2014)
- Premiul "Petru Creția" pentru Filologie Clasică al Muzeului Național al Literaturii Române, 2024.
- Premiul Special al Uniunii Scriitorilor din România, 2024.

### Ordine
- Ordinul Mare-Ducal al Coroanei de Stejar, în grad de Mare-Cruce, Luxemburg, 11 iulie 2011.
- Ordinul „Palmes Académiques”, în grad de Cavaler, 4 aprilie 2018